# Strandfoged
Strandfoged er et dansk embede, som hører under Politiet i Danmark.
Strandfogeder ansættes af de respektive politikredse, hvor det anses for nødvendigt. Strandfogeder findes langs Jyllands kyst fra Esbjerg på den sydlige vestkyst til Frederikshavn på den nordlige østkyst. Strandfogdens arbejde udføres på deltid med begrænset økonomisk kompensation og omfatter inspektioner af en bestemt kyststrækning for strandinger og vraggods samt rapportering til det lokale politi.
Da strandfogedvirksomheden begyndte i 1800-tallet kunne der være meget vraggods på strandene, hvilket lokalbefolkningen ofte betragtede som frit bytte. Der findes i dag 125 strandfogeder, som tilsammen har ansvar for omkring 300 kilometer kyst fra Skallingen over Skagens Odde til Frederikshavn. Hvert strandfogeds strækning kan variere fra et par kilometer til 12–15 kilometer. Strandfogederne er organiserede i "Foreningen af strandfogeder langs den jyske vestkyst".

## Historik
Strandfogedembedet baseres på strandingsloven fra 1895. Denne lov regulerer strandfogedens aktivitet og hvordan vraggods skal behandles og bjærgninger ske. Ifølge loven skulle en strandfoged oprindeligt inspicere stranden tre gange dagligt. Loven blev senest revideret i 1969. I dag er kravet fire–fem gange per uge. Rapport over arbejdet skal gives en gang årligt, hvis intet særligt sker.